# Bored of Education
Bored of Education – amerykański krótkometrażowy film komediowy z 1936 roku w reżyserii Gordona Douglasa.

## Nagrody i nominacje
| Nazwa nagrody | Wygrane                                                       | Nominacje    |
| ------------- | ------------------------------------------------------------- | ------------ |
| Oscar         | 1937 Najlepszy film krótkometrażowy – jednoszpulowy Hal Roach | 1937 wygrana |